# Stanley Smith Glacier
Stanley Smith Glacier är en glaciär i Kanada.   Den ligger i provinsen British Columbia, i den sydvästra delen av landet, 3 600 km väster om huvudstaden Ottawa. Stanley Smith Glacier ligger 1 383 meter över havet.
Terrängen runt Stanley Smith Glacier är huvudsakligen bergig, men åt sydost är den kuperad. Stanley Smith Glacier ligger nere i en dal. Trakten runt Stanley Smith Glacier är nära nog obefolkad, med mindre än två invånare per kvadratkilometer.. Det finns inga samhällen i närheten. 
Trakten runt Stanley Smith Glacier är permanent täckt av is och snö.